# ميمي ريان
ميمي ريان (بالإنجليزية: Mimi Ryan)‏ هي مدربة رياضية أمريكية، ولدت في 1 أبريل 1936 في تروي في الولايات المتحدة.